# Палус
Палус, англ. Palouse River — річка в США, притока річки Снейк. Протікає в штатах США Вашингтон і Айдахо. Довжина річки 225 км. Входить до складу басейну річки Колумбія, притокою котрої є річка Снейк.
Каньйон річки Палус утворився в результаті катастрофічної Міссульської повені часів останнього зледеніння, в результаті котрого потоки води затопили північну частину Колумбійського плато і стали впадати в річку Снейк, змінивши напрям її течії.
Назва річки пов'язана з індіанським плем'ям палусів.